# Hrvati u Poljskoj
Hrvati u Poljskoj, stanovnici su i državljani Poljske hrvatskoga podrijetla, narodnosti i/ili državljanstva. Prema podatcima poljskoga Glavnoga ureda za statistiku, 2011. u Poljskoj su živjele 232 
osobe hrvatskog državljanstva.

## Povijesne veze i znameniti Hrvati u Poljskoj
Hrvatskim imenom nazivali su se južni dijelovi Poljske (Bijela Hrvatska) još u srednjem vijeku (do XI. st.), a nastanjivali su ga Bijeli Hrvati. Postoji legenda prema kojoj Poljaci (kao potomci Leha) potječu iz okolice Krapine pa se Hrvati i Poljaci i njihove postojbine dovode u vezu u etnogenetskim teorijama.
Kraljevski dvor
Na dvoru Sigismunda I. u Krakówu kao papinski izaslanik početkom XVI. st. djeluje Ivan Štafilić (Stafileo), kojemu je 1512. dodijeljen i plemićki naslov. Na dvoru Sigismunda II. djeluje od 1566. Andrija Dudić, kao poslanik Maksimilijana II. te se 1570. preseljava u Wroclaw, u kojemu i umire. U drugoj polovini XVI. st. Dubrovčanin Toma Budislavić bio je osobni liječnik biskupa biskup Piotra Myszkowskog i kanonik Krakówske nadbiskupije, a poljski kralj Stjepan Báthory dodijeljuje mu plemički naslov i naslov kraljevskoga liječnika. Josip Gall bio je osobni ispovjednik Augusta III. Ruđer Bošković u Varšavi 1763. upoznaje budućega poljskoga kralja Stanisława Augusta Poniatowskog, koji ga je pratio na njegovim 
astronomskim putovanjima, i njegova brata Kazimierza, budućega poljskoga primasa. Poljske kraljeve u Krakowu posjetili su i hrvatski banovi Matko Talovac i Petar Berislavić.
Akademske i osobne veze
Potkraj XV. i početkom XVI. st. na Krakówskom sveučilištu studira stotinjak hrvatskih studenata, među istaknutijima, Vinko Pribojević, Antun Vrančić te Juraj II. Drašković. Veći broj Hrvata studira na Jagielonskom sveučilištu potkraj XIX. st., među njima i Julije Benešić, Ivo Andrić, Stjepan Musulin, Stjepan Ivšić, Branko Vodnik, Josip Hamm i Vilim Frančić, koji je na njemu postao i profesorom, održavajući tečajeve hrvatskoga jezika za srednjoškolce, izlete poljskih studenata u Hrvatsku te popularizirajući Hrvatsku u poljskomu i Poljsku u hrvatskomu tisku. Frančić i Benešić obilježili su hrvatsko-poljske odnose XX. st. U Lavovu (tada dijelu Poljske) studirali su Antun Vilko Dorotić i Josip Hamm, a lektorat na tomu sveučilištu dvadesetih god. XX. st. vodio Franjo Crnek.
U Krakówu su služili Đuro Jelačić, podmaršal Đano Čanić, kao pročelnik Glavnoga stožera pješačke divizije te feldmaršal Anton Lipošćak, kao zadnji vojni guverner Poljske pod okupacijom Austro-Ugarske. U Łańcutu je osam godina služio i Josip Jelačić. Kraków su posjećivali Stjepan Radić, August Harambašić, Ksaver Šandor Gjalski, Zdenka Marković, dio djetinjstva u njemu provodi Andrija Maurović. Tijekom II. svjetskoga rata u gradu boravi slikar Ivan Topolčić, oslikavajući njegova ratna razaranja.
U Varšavi su dulje ili kraće vrijeme djelovali Ljudevit Gaj, Milan Begović, Miroslav Krleža i Julije Benešić. Potonji je od 1930. do 1938. djelovao kao kulturno-prosvjetni jugoslavenski izaslanik, osnivajući knjižnicu i objavljujući na poljskomu djela Ivana Mažuranića, Ivana Gundulića, Ive Vojnovića i Ive Andrića. Za II. svjetskoga rata i poraća na poljskoj (i savezničkoj) su se strani istaknuli pilot Miroslav Ferić (u Bitci za Britaniju) i general Stanisław Maček, zapovjedništvom poljske oklopne divizije. Liječnik Eduard Miloslavić bio je članom međunarodnoga liječničkoga povjerenstva koje je istraživalo pokolj u Katynskoj šumi.
Športske veze
Za Vive Kielce igrali su Ivan Čupić, Venio Losert, Manuel Štrlek, Željko Musa, Denis Buntić i Mirza Džomba. Jasmin Repeša trenirao je Śląsk Wrocław. U Poljskoj su igrale hrvatske odbojkašice Ana Grbac i Matea Ikić, a nogometaši Ivan Turina i Ivica Vrdoljak (kapetan Legie iz Varšave, igrač Wisłe iz Płocka).

## Diplomacija
Vidi i: Popis hrvatskih veleposlanika u Poljskoj
Hrvatska i Poljska međudržavne odnose uspostavljaju 11. travnja 1992. U Varšavi djeluje hrvatsko veleposlanstvo, a u Krakówu, Poznańu, Białystoku, Bydgoszczu i Opolama konzulati.

## Kultura i znanost
U prostorijama Veleposlanstva RH u Varšavi od šk. god. 2012./2013. održava se nastava na hrvatskom jeziku. U Zagrebu je 1995. potpisan Sporazum o znanstvenoj suradnji između Poljske akademije znanosti i HAZU-a, a od 1996. godine uspostavljena je suradnja između Sveučilišta u Varšavi i Sveučilišta u Zagrebu. Nacionalna knjižnica u Varšavi surađuje s hrvatskom Nacionalnom i sveučilišnom knjižnicom u Zagrebu. Učenje hrvatskoga omogućuju Sveučilište u Varšavi, Jagielonsko sveučilište, Šlesko sveučilište u Katowicama, Sveučilište u Wrocławu i Sveučilište Adama Mickiewicza u Poznańu.
U Krakówu i Chelmu (od 30. rujna 2012.) djeluju odjeli Poljsko-hrvatskog društva prijateljstva.